# Cecilio Robelo
Cecilio Agustín Robelo (Ciudad de México, 22 de noviembre de 1839 - 16 de enero de 1916) fue un escritor, lingüista, filólogo y académico mexicano. Una parte importante de su obra la dedicó a la investigación de la lengua náhuatl y su influencia en el idioma español que se habla en México.

## Biografía
Cecilio Robelo nació en la Ciudad de México el 22 de noviembre de 1839. Vivió en Cuernavaca (Morelos) por muchos años, y en esa ciudad ocupó una magistratura en el Tribunal Superior de Justicia del Estado de Morelos y también fue gobernador interino en la entidad. Posteriormente se trasladó a la Ciudad de México, donde fue director del Museo Nacional de Arqueología —antecedente del Museo Nacional de Antropología— y miembro correspondiente de la Academia Mexicana de la Lengua.
Cecilio Robelo se interesó particularmente por la indagación de la cultura nahua y su influencia en la cultura mexicana. Publicó numerosas obras de interés filológico relativas a la toponimia náhuatl y los "aztequismos" (nahuatlismos) que se empleaban en el habla española de México. Sostuvo que la enseñanza del español mexicano no sería completa sin el conocimiento de las voces indígenas. El Diccionario de aztequismos que él preparó se convirtió en una obra de referencia para otras generaciones de diccionaristas interesados en las voces indígenas que persisten en el dialecto mexicano del español.

## Obras
- Bosquejo biográfico Don José María Morelos, Cuernavaca, 1886
- Setenta reglas de ortografía castellana: que no están en la gramática, compiladas e ilustradas con ejemplos, Cuernavaca, 1889
- El Despertador (periódico), Cuernavaca, 1896-1911.
- Los oráculos de la sibila mexicana: recogidos é interpretados, Cuernavaca, 1893.
- Nombres geográficos indígenas del Estado de Morelos, Cuernavaca, 1897.
- Cristóbal Colón: Efemérides, Epifanía, Himno, Cuernavaca, 1898-1899.
- Nombres geográficos indígenas del Estado de México, Cuernavaca, 1900.
- Nombres geográficos indígenas del Distrito Federal, Cuernavaca 1900.
- Nombres geográficos mexicanos del Estado de Veracruz, Cuernavaca, 1902.
- Toponimia, Cuernavaca, 1902.
- Diccionario de aztequismos, Cuernavaca, 1904.
- Las Cavernas De Cacahuamílpa, Cuernavaca, 1907.
- Diccionario de mitología náhuatl, México, 1905-1908.
- La fuga del rey Topiltzin. Versión parafrástica, México, 1911.
- Nociones del idioma náhuatl, México, 1912.